# Baruch
| Schriftpropheten des Alten Testaments                                                                    |
| --- |
| Große Propheten                                                                                          |
| - Jesaja - Jeremia - Klagelieder Jeremias - Baruch mit Brief des Jeremia - Ezechiel - Daniel (+ Zusätze) |
| Kleine Propheten                                                                                         |
| - Hosea - Joel - Amos - Obadja - Jona - Micha - Nahum - Habakuk - Zefanja - Haggai - Sacharja - Maleachi |
| Namen nach dem ÖVBE Kursiv: Katholischer Deuterokanon                                                    |

Das Buch Baruch (abgekürzt Bar) gehört zu den sog. Spätschriften des Alten Testaments. Der Verfasser nennt sich Baruch, Sohn des Nerija, der Schreiber des Propheten Jeremia. Da das Werk deutlich später entstand, kann Baruch nicht der Autor sein: es handelt sich um Pseudepigraphie. Das Buch Baruch gehört nicht zum jüdischen Kanon heiliger Schriften (Tanach).
Die Leistung des Verfassers besteht darin, dass er verschiedene religiöse Traditionen Israels (Tora, Prophetie, Weisheit) zu einem Gesamtentwurf verbindet, der für den öffentlichen Vortrag im Gottesdienst bestimmt ist. Es ist also keine Geheimoffenbarung, wie bei zeitgenössischer apokalyptischer Literatur häufig.
In den meisten Handschriften der Septuaginta folgt das Buch Baruch auf das Buch Jeremia. In der Römisch-katholischen Kirche und in den Orthodoxe Kirchen zählt das Buch Baruch zum Alten Testament. In einigen protestantischen Bibelübersetzungen (zum Beispiel der Lutherbibel) gehört das Baruchbuch zu den Apokryphen.
In katholischen Bibelübersetzungen, wie der Einheitsübersetzung, findet man Baruch hinter den Klageliedern Jeremias eingeordnet. Als sechstes Kapitel hat das Buch Baruch hier den sogenannten Brief des Jeremia, der in der Septuaginta als selbständiges Buch überliefert ist.

## Der Namengeber: Baruch ben Nerija
Der Name Baruch (hebräisch בָּרוּךְ bārūkh) bedeutet „der Gesegnete“. In der Hebräischen Bibel gibt es mehrere Personen dieses Namens, außerhalb des Tanach ist er allerdings kaum bezeugt. In der rabbinischen Literatur selten, wurde Baruch seit dem Mittelalter zu einem beliebten jüdischen Männernamen.

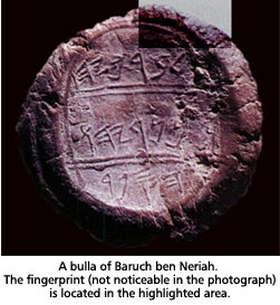
Der Name Baruch ben Nerija auf einem Siegelabdruck (Bulla)

Baruch, Sohn des Nerija, Quartiermeister des Königs Zedekia, wird im Buch Jeremia als Schreiber dieses Propheten mehrfach erwähnt (Jer 32,12 ; 36,4–32 ; 43,1–6 ; 45,1f ). Laut Jer 51,59–64  war er der Bruder von Seraja. Zwei Siegelabdrücke (Bullae) eines Schreibers Baruch sind bekannt. 1975 tauchte das erste derartige Objekt auf dem Antikenmarkt auf. Ein ovales Siegel mit den Maßen 13 × 11 mm war als Abdruck in Ton erhalten. Die Inschrift in paläohebräischer Schrift lautet: hebräisch לברכיו בן נריהו הספר lbrkjhw bn nrjhw hspr „(Besitz) von Berekhjahu, Sohn des Nerijahu, dem Schreiber.“ Diese Bulla im Besitz des israelischen Antikensammlers Reuven Hecht wurde von Nahman Avigad publiziert. Hecht schenkte das Objekt 1976 dem Israel-Museum, wo es seither ausgestellt wurde. 1996 wurde eine praktisch identische Bulla (Foto) im Besitz der Moussaieff Collection (London) bekannt; sie stammt ebenfalls aus dem Antikenhandel. Auf diesem Objekt erkennt man einen Fingerabdruck. Als Bullae einer aus der Bibel bekannten Persönlichkeit erregten beide Objekte erhebliche Aufmerksamkeit. Eine vergleichende Studie der aus dem Reich Juda bekannten Bullae kam 2014 zu dem Ergebnis, dass die beiden Bullae des Baruch ben Nerija sich in mehrfacher Hinsicht von Bullae aus Grabungen unterscheiden. Yuval Goren (Tel Aviv University) und Eran Arie (Israel-Museum) kommen deshalb zu dem Ergebnis: „Die beiden Bullae des Berekhjahu, Sohn des Nerijahu sind moderne Schöpfungen. Sie zeigen eine Reihe von technologischen Fehleinschätzungen, Anachronismen und technologischen Irrtümern.“

## Verfasser, Entstehungszeit und -ort
Das Buch Baruch wurde Jahrhunderte nach dem Babylonischen Exil verfasst, welches die Szenerie des Buchs bildet. Eine ungefähre Entstehungszeit ergibt sich daraus, dass Baruch Dan 9 und Sir 24 kannte, während Bar 4,5–5,9  in den Psalmen Salomos aufgenommen wird (PsSal 11). Allerdings ist Dan 9, ein liturgischer Text, nur schlecht zu datieren. Die Nähe zum Sirachbuch weist in die Zeit um 190 v. Chr.
In der Forschung stehen Entwürfe, die das Baruchbuch als Zusammenstellung unterschiedlicher Texte verstehen, neben Vertretern einer einheitlichen Gesamtkonzeption: Für Antonius H. Gunneweg weist die unterschiedliche Beherrschung des Griechischen klar auf verschiedene Verfasser. Der Text Bar 1,15–2,35  sei überhaupt nur verständlich, wenn man annehme, dass der Verfasser eine semitische Muttersprache hatte. Bar 3,9–5,9  sei in besserem Griechisch verfasst, zeige aber ebenfalls Semitismen.
Die Gegenposition vertritt Odil Hannes Steck: Bis auf Bar 3,38  (eine frühchristliche Interpolation) sei das Buch ein durchkomponierter, einheitlicher Text, geschrieben in einem stark hebraisierenden Griechisch voller Übersetzungsfehler. Eine Übersetzung eines ursprünglich hebräischen Werks sei wahrscheinlich. Steck vermutet die Niederschrift des Baruchbuchs in einem tempelnahen Milieu in Jerusalem, nicht unbedingt von einer Autorenpersönlichkeit.

## Textüberlieferung
Das Buch Baruch ist, obwohl ursprünglich hebräisch verfasst, nur in griechischer Übersetzung erhalten. In den Septuaginta-Handschriften folgt es auf das Buch Jeremia, das in der Septuaginta eine vom hebräischen Text abweichende Reihenfolge hat; das Buch Baruch erscheint als eine Art Anhang zu Septuaginta-Jeremia.
Der Brief des Jeremia liegt ebenfalls nur in Griechisch vor. Er trägt aber Spuren der Übersetzung und dürfte deshalb auf Aramäisch verfasst worden sein. Der Brief des Jeremia ist ein selbständiges Werk, wie das Baruchbuch als Anhang zum Jeremiabuch verfasst. In der Septuaginta folgt es den Klageliedern Jeremias und schließt so eine Gruppe von Jeremia-Schriften ab. In der lateinischen Vulgata wurde der Brief des Jeremia dem Buch Baruch als sechstes Kapitel angehängt. Eine Anspielung in 2 Makk 2,2  und die paläographische Datierung eines griechischen Fragments des Textes in den Schriftrollen vom Toten Meer (7Q2 = 7QpapEpJer gr) ins 1. Jahrhundert v. Chr. spricht für eine Entstehung spätestens im 2. Jahrhundert vor Christus. Eine Entstehung um 300 vor Christus zu Beginn der hellenistischen Epoche ist wahrscheinlich.

## Aufbau und Inhalt
Das Buch Baruch beginnt mit einem einleitenden Prosatext (1,1–15 ). Zunächst (1,1–2 ) wird der Verfasser Baruch anhand seines Stammbaums identifiziert und festgestellt, dass er das Buch vier Jahre nach der Zerstörung Jerusalems durch die Chaldäer in Babylon niederschrieb. Er verlas es in einer Versammlung der Exilierten in Anwesenheit des ehemaligen Königs Jojachin und anderer hochrangiger Personen. Die Versammlung reagierte mit Weinen, Fasten und Gebet und sammelte Geld für Opfertiere, das zusammen mit den Tempelgeräten, die die Babylonier geraubt hatten und nun zurückerstatteten, von einer Gesandtschaft nach Jerusalem überbracht wurde. Auch die Schrift Baruchs wurde von dieser Gesandtschaft nach Jerusalem überbracht. Die Exilierten wünschen einen Gottesdienst in Jerusalem, der aus Opfern, Gebeten für den babylonischen König und Fürbitte für die Exilierten bestehen sollte; sodann sollte die beigefügte Schrift Baruchs im Tempel verlesen werden. (1,3–14 ).
Der erste Abschnitt des Hauptteils des Buches (1,15  – 3,1 ) enthält ein Bußgebet, einen Prosatext, den die Jerusalemer Gemeinde sprechen soll: Die Sprecher erkennen ihre Schuld an, die zum Exil geführt hat (1,15  – 2,5 ; 2,6–13 ). Mit der Wendung „jetzt aber“ wird ein Bittgebet eingeleitet. Gott möge endlich seinem Volk vergeben (2,14  – 3,8 ):

„Herr, Allmächtiger, Gott Israels! Eine Seele in Bedrängnis und ein verzagter Geist schreit zu dir.“

Während das Bußgebet eine Relecture von Dan 9,4–19  darstellt, ähnelt der nächste, poetische Abschnitt (3,9  – 4,4 ) Passagen in Ijob 28 . Unvermittelt spricht ein Ich ganz Israel als Gegenüber an. Es handelt sich um eine Lobeshymne auf die göttliche Weisheit, die nur im Gesetz, das Israel gegeben wurde, gefunden werden kann. Nur in der Form des Gesetzes ist die Weisheit auf der Erde erschienen und ist für Menschen zugänglich:

„Sie ist das Buch der Satzungen Gottes und das Gesetz, das in Ewigkeit Bestand hat: alle, die an ihr festhalten, (gewinnen) das Leben, aber die sie im Stich lassen, werden sterben. Kehre um, Jakob, und ergreife sie, geh weiter zu der Helligkeit, die vor ihrem Licht herrscht!“

Während Ijob 28  bis hin zur Reihenfolge der Argumente als Vorlage gedient hat, findet sich bei Baruch der neue Gedanke, dass die Weisheit mit dem Buch des Gesetzes identifiziert wird. Hier kann ein Motiv aus Jesus Sirach 24  aufgenommen worden sein.
Der letzte Abschnitt umfasst 4,5  – 5,9 . Er besteht aus vier Oden, die alle mit der Aufforderung „Hab(t) Vertrauen“ (4,5.21.27.30 ) beginnen, und einem Psalm (4,36  – 5,9 ), der in großer Nähe zu dem elften der apokryphen bzw. pseudoepigraphischen Psalmen Salomos steht.

## Themen
Im Baruchbuch lässt sich mehrfach beobachten, dass ältere biblische Texte die Vorstellungswelt und die Wortwahl prägen. Ein öfter festgestellter Mangel an Originalität sei bei Baruch Absicht, so Steck. Bewusst schließe sich der Autor an autoritative Texte der Vergangenheit an. Die Einleitungsszene schafft eine ähnliche Abfassungssituation wie Jeremias Brief an die Verbannten in Babel (Jer 29), Baruchs Auftreten unter den Exilierten erinnert an den Exilspropheten Ezechiel. Im Bußgebet ist neben dem Buch Daniel auch Jeremia und das Deuteronomium aufgenommen; das Lob der Weisheit lässt das Buch der Sprüche, das Buch Ijob und Jesus Sirach anklingen. Im Schlussteil ist man an die Klagelieder Jeremias, aber auch an die Trostworte Deuterojesajas erinnert.

## Weitere pseudepigraphe Baruchschriften

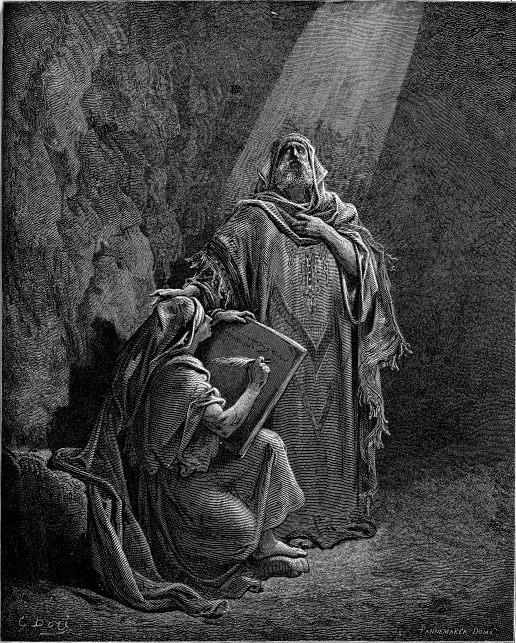
Baruch als Schreiber des Propheten Jeremia (Gustave Doré)

Im Buch Jeremia, Kapitel 45 erhält der Schreiber des Propheten eine spezielle Zusage Gottes, die darin gipfelt, Gott gebe ihm sein Leben als „Beute“ an jedem Ort, wohin Baruch gehen werde (Vers 5). Der Satz bleibt in der Hebräischen Bibel rätselhaft, scheint aber anzudeuten, dass Gott in der Zukunft eine besondere Beziehung zu Baruch haben werde. Die griechische Fassung des Jeremiabuchs rückt das Gotteswort an Baruch ins vorletzte Kapitel 51. Dadurch ist Baruch die letzte Person, die Gott im Jeremiabuch anredet und erscheint als Jeremias Nachfolger. Hier knüpfen die pseudepigraphen Baruchschriften an.
Die Traditionsbildung um Jeremia und Baruch setzt bereits im Jeremiabuch ein. In Qumran wie auch in der rabbinischen Literatur gelten die beiden als exemplarisches Lehrer-Schüler-Paar. Das ist aber nicht immer so; da Jeremia- und Baruch-Traditionen in verschiedenen Kreisen gepflegt wurden, sind sie unabhängig oder in Konkurrenz zueinander. In der syrischen Baruch-Apokalypse ist Baruch als Offenbarungsempfänger sogar Jeremia übergeordnet. Zur Baruchliteratur zählen:
- Syrische Baruch-Apokalypse (auch: 2. Baruch)
- Griechische Baruch-Apokalypse (auch: 3. Baruch)
- Paralipomena Jeremiae (auch: 4. Baruch)

## Wirkungsgeschichte

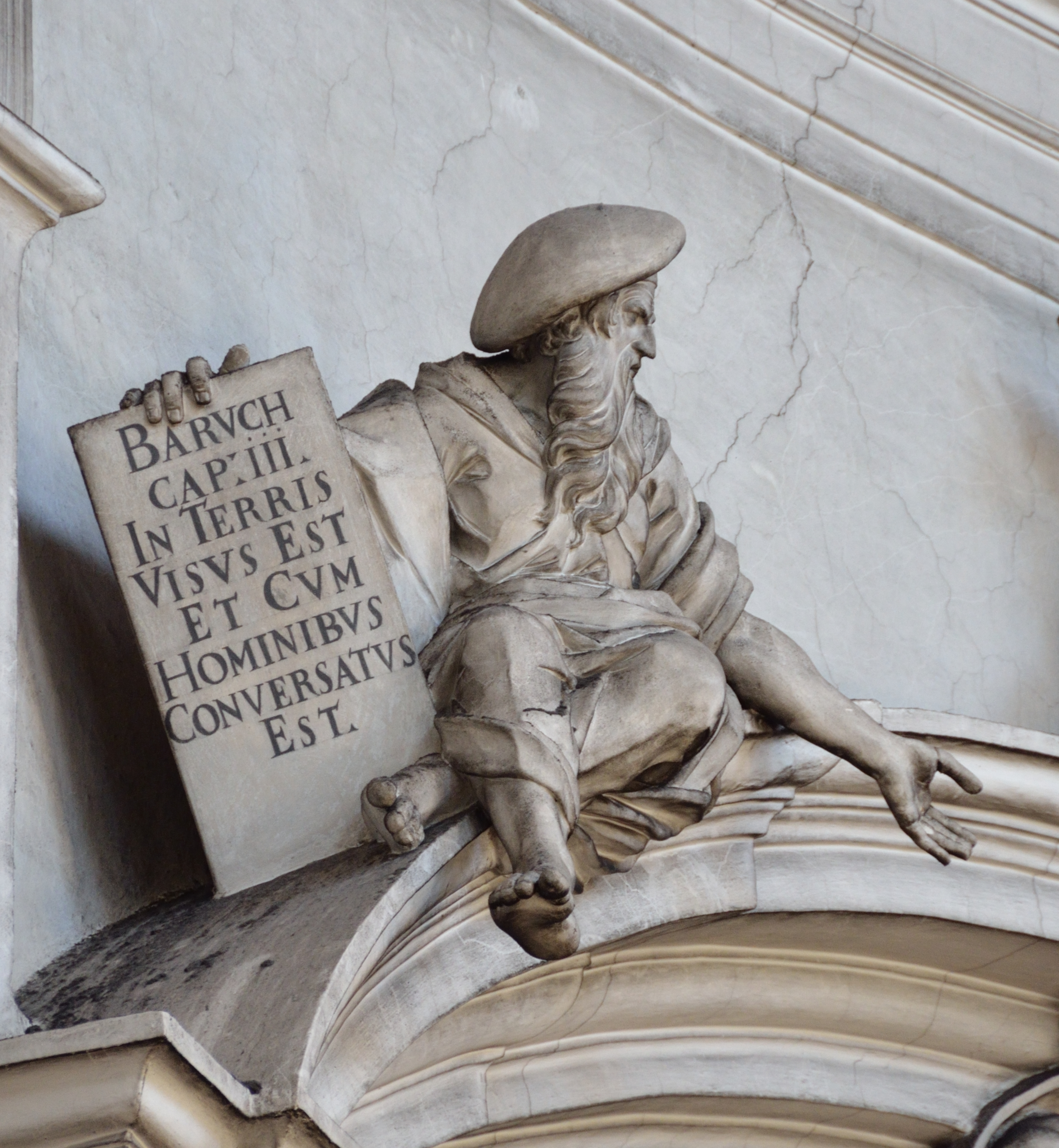
Baruch hält eine Tafel mit dem lateinischen Text von Bar 3,38 (Servitenkirche Wien)

Eine (wahrscheinlich) frühchristliche Interpolation im Baruchbuch ermöglicht es, die nach Vorbildern im Buch der Sprüche und bei Jesus Sirach verherrlichte Weisheit mit einer messianischen Gestalt zu identifizieren:

„Danach erschien sie auf Erden und wandelte unter den Menschen. (altgriechisch μετὰ τοῦτο ἐπὶ τῆς γῆς ὤφθη καὶ ἐν τοῖς ἀνθρώποις συνανεστράφη metà toũto epì tễs gễs ṓphthē kaì en toĩs anthrṓpois synanestráphē)“

Für die messianische Interpretation der Stelle muss lediglich  „sie“ mit „er“ übersetzt werden, was grammatisch möglich ist und in der syrischen und lateinischen Überlieferung geschah. Da man diesen Vers auf den inkarnierten Jesus Christus hin deutete, „wurde das Buch Baruch im Christentum ein gern gelesener Traktat.“ In der Version der Vulgata klingt dieser Passus so:

„Dies ist unser Gott, kein anderer wird geachtet werden im Vergleich zu ihm. Er fand jeden Weg der Erkenntnis und übergab sie seinem Diener Jakob und seinem geliebten Israel. Hiernach zeigte er sich auf der Erde und hielt sich unter den Menschen auf.“

### Textausgaben
- Alfred Rahlfs, Robert Hanhart: Septuaginta: Id Est Vetus Testamentum Graece Iuxta LXX Interpretes. Deutsche Bibelgesellschaft, Stuttgart 2006, ISBN 3-438-05119-2.
- Joseph Ziegler: Jeremias, Baruch, Threni, Epistula Jeremiae (= Septuaginta: Vetus Testamentum Graecum. Band 15). 2. Auflage. Vandenhoeck & Ruprecht, Göttingen 2016, ISBN 3-525-53425-6.
- Wolfgang Kraus, Martin Karrer (Hrsg.): Septuaginta Deutsch. Das griechische Alte Testament in deutscher Übersetzung. Deutsche Bibelgesellschaft, Stuttgart 2009, ISBN 978-3-438-05122-6. (Wissenschaftliche Übersetzung des Baruchbuchs durch Wolfgang Kraus und Georg Gäbel).

### Überblicksdarstellungen
- Odil Hannes Steck: Baruchschriften I. Erster Baruch. In: Religion in Geschichte und Gegenwart (RGG). 4. Auflage. Band 1, Mohr-Siebeck, Tübingen 1998, Sp. 1144.
- Hans-Harald Mallau: Baruch/Baruchschriften. In: Theologische Realenzyklopädie (TRE). Band 5, de Gruyter, Berlin / New York 1980, ISBN 3-11-007739-6, S. 269–276.
- Siegfried Kreuzer (Hrsg.): Handbuch zur Septuaginta / Handbook of the Septuagint LXX.H. Band 1. Gütersloher Verlagshaus, Gütersloh 2016, ISBN 978-3-641-24802-4, darin: Pierre-Maurice Bogaert: Baruch (S. 596–599); Benjamin Wright: Epistole Jeremiu / Epistola Ieremiae / Der Brief des Jeremia (S. 606–612).
- Ivo Meyer: Das Buch Baruch und der Brief des Jeremia. In: Christian Frevel (Hrsg.): Einleitung in das Alte Testament. 9., aktualisierte Auflage. Kohlhammer, Stuttgart 2016, ISBN 978-3-17-030351-5, S. 592–598.
- Konrad Schmid: Das Baruchbuch und der Brief Jeremias. In: Jan Christian Gertz (Hrsg.): Grundinformation Altes Testament. 6., überarbeitete und erweiterte Auflage.  Vandenhoeck & Ruprecht, Göttingen 2019, ISBN 978-3-8252-5086-7, S. 567–569.

### Kommentare
- Antonius H. Gunneweg: Das Buch Baruch. In: Hermann Lichtenberger (Hrsg.): Jüdische Schriften aus hellenistisch-römischer Zeit, Band 3: Unterweisung in lehrhafter Form. Gütersloher Verlagshaus, Lieferung 2, Gütersloh 1975, S. 167–181. ISBN 3-579-03946-6.
- Odil Hannes Steck, Reinhard G. Kratz, Ingo Kottsieper: Das Buch Baruch. Der Brief des Jeremia. Zusätze zu Ester und Daniel (= Das Alte Testament Deutsch. Apokryphen. Band 5). Vandenhoeck & Ruprecht, Göttingen 1998, ISBN 3-525-51405-0.

### Monographien, Artikel
- Odil Hannes Steck: Das apokryphe Baruchbuch: Studien zu Rezeption und Konzentration ‚kanonischer‘ Überlieferung. Vandenhoeck & Ruprecht, Göttingen 1993, ISBN 3-525-53842-1.
- Biblical Archaeological Review. Juli/August 1991, S, 27–30.